# Meridià 170 a l'oest
El meridià 170 a l'oest de Greenwich és una línia de longitud que s'estén des del pol Nord travessant l'oceà Àrtic, Amèrica del Nord, l'oceà Pacífic, Oceania, l'oceà Antàrtic, i l'Antàrtida fins al pol Sud.
El meridià 170 a l'oest forma un cercle màxim amb el meridià 10 a l'est. Com tots els altres meridians, la seva longitud correspon a una semicircumferència terrestre, uns 20.003,932 km. Al nivell de l'Equador, és a una distància del meridià de Greenwich de 18.924 km.

## De Pol a Pol
Començant en el pol Nord i dirigint-se cap al pol Sud, aquest meridià travessa:
| Coordenades                               | País, territori o mar | Notes |
| ----------------------------------------- | --------------------- | --- |
| 90° 0′ N, 170° 0′ O / 90.000°N,170.000°O  | Oceà Àrtic            | |
| 71° 50′ N, 170° 0′ O / 71.833°N,170.000°O | Mar dels Txuktxis     | |
| 66° 33′ N, 170° 0′ O / 66.550°N,170.000°O | Mar de Bering         | |
| 66° 11′ N, 170° 0′ O / 66.183°N,170.000°O | Rússia                | Districte autònom de Txukotka — Península de Txukotka |
| 66° 2′ N, 170° 0′ O / 66.033°N,170.000°O  | Mar de Bering         | |
| 63° 28′ N, 170° 0′ O / 63.467°N,170.000°O | Estats Units          | Alaska — Illa de Sant Llorenç |
| 63° 9′ N, 170° 0′ O / 63.150°N,170.000°O  | Mar de Bering         | Passa a l'est de Illa de Sant Pau, Alaska, Estats Units (a 57° 14′ N, 170° 5′ O / 57.233°N,170.083°O) · Passa a l'oest de illa de Sant Jordi, Alaska, Estats Units (a 56° 36′ N, 169° 46′ O / 56.600°N,169.767°O) |
| 52° 54′ N, 170° 0′ O / 52.900°N,170.000°O | Estats Units          | Alaska — Illa Carlisle i Chuginadak |
| 52° 48′ N, 170° 0′ O / 52.800°N,170.000°O | Oceà Pacífic          | Passa a l'oest de Niue (a19° 4′ S, 169° 57′ O / 19.067°S,169.950°O) |
| 60° 0′ S, 170° 0′ O / 60.000°S,170.000°O  | Oceà Antàrtic         | |
| 78° 29′ S, 170° 0′ O / 78.483°S,170.000°O | Antàrtida             | Dependència de Ross, reclamat per Nova Zelanda |